# Llista de caps d'estat del Paraguai
Aquesta és una llista dels Presidents del Paraguai i dels ocupants dels càrrecs predecessors.

## Cònsols
- Fulgencio Yegros (1811)
- José Gaspar Rodríguez de Francia (12 d'octubre de 1813 - 12 de febrer de 1814)
- Fulgencio Yegros (12 de febrer de 1814 - 12 de juny de 1814)
- José Gaspar Rodríguez de Francia (12 de juny de 1814 - 20 de setembre de 1840)
- Manuel Antonio Ortiz (20 de setembre de 1840 - 22 de gener de 1841)
- Juan José Medina (22 de gener de 1841 - 9 de febrer de 1841)
- Mariano Roque Alonzo (9 de febrer de 1841 - 14 de març de 1841)
- Mariano Roque Alonzo i Carlos Antonio López (14 de març de 1841 - 13 de març de 1844)

## Presidents del Paraguai
El President de Paraguai  és el Cap d'Estat e cap de govern de Paraguai. El càrrec fou creat en 1844.
Actualment el president és triat per la població per a un període de govern de 5 anys.
| Nom                                                         | Període de govern                                                                    | Observació |
| ----------------------------------------------------------- | ------------------------------------------------------------------------------------ | --- |
| Carlos Antonio López                                        | 14 de març de 1844 - 10 de setembre de 1862                                          | nebot de José Gaspar Rodríguez de Francia, mor exercint el càrrec |
| Francisco Solano López                                      | 10 de setembre de 1862 - 1 de març de 1870                                           | fill il·legítim de l'esposa de Carlos Antonio López, assassinat al camp de batalla |
| Cirilo Antonio Rivarola, Carlos Loizaga José Díaz de Bedoza | 1 de març de 1870 - 10 de desembre de 1870 novembre de 1870 - 10 de desembre de 1870 | Triumvirat |
| Cirilo Antonio Rivarola                                     | 10 de desembre de 1870 - 12 de desembre de 1871                                      | |
| Salvador Jovellanos                                         | 12 de desembre de 1871 - 25 de novembre de 1874                                      | |
| Juan Bautista Gill                                          | 25 de novembre de 1874 - 12 d'abril de 1877                                          | |
| Higinio Uriate                                              | 12 d'abril de 1877 - 25 de novembre de 1878                                          | |
| Cándido Bareiro                                             | 27 de novembre de 1878 - 4 de setembre de 1880                                       | |
| Adolfo Saguier                                              | 4 de setembre de 1880 - 25 de novembre de 1881                                       | |
| General Bernardino Caballero                                | 25 de novembre de 1881 - 25 de novembre de 1886                                      | |
| Patricio Escobar                                            | 25 de novembre de 1886 - 25 de setembre de 1890                                      | |
| Juan Gualberto González                                     | 25 de setembre de 1890 - Juny de 1894                                                | |
| Marcos Moringo                                              | Juny de 1894 - 25 de novembre de 1894                                                | |
| Juan Bautista Eguzquiza                                     | 25 de novembre de 1894 - 25 de novembre de 1898                                      | |
| Emilio Aceval                                               | 25 de novembre de 1898 - 9 de gener de 1902                                          | mor exercint el càrrec |
| Héctor Carvallo                                             | 9 de gener de 1902 - 25 de novembre de 1902                                          | |
| Juan Antonio Escurra                                        | 25 de novembre de 1902 - 11 d'agost de 1904                                          | |
| Juan Bautista Gaona                                         | cop d'estat el 18 d'octubre de 1904 - 8 de desembre de 1905                          | |
| Dr Cecilio Báez                                             | cop d'estat el 8 de desembre de 1905 - 25 de novembre de 1906                        | |
| Dr Benigno Ferreira                                         | 25 de novembre de 1906 - 4 de juliol de 1908                                         | |
| Emiliano González Navero                                    | cop d'estat el 5 de juliol de 1908 - 25 de novembre de 1910                          | |
| Dr Manuel Gondra                                            | 25 de novembre de 1910 - 11 de gener de 1911                                         | |
| Coronel Albino Jara                                         | cop d'estat el 19 de gener de 1911 - 5 de juliol de 1911                             | |
| Liberato Marcial Rojas                                      | cop d'estat el 6 de juliol de 1911 - desembre de 1911                                | |
| Dr Pedro Pablo Peña                                         | cop d'estat l'1 de gener de 1912 - 25 de març de 1912                                | |
| Emiliano González Navero                                    | 25 de març de 1912 - 15 d'agost de 1912                                              | provisional |
| Eduardo Schaerer                                            | 15 d'agost de 1912 - 15 d'agost de 1916                                              | el primer que roman en el càrrec una legislatura després del president López el 1870 |
| Dr Manuel Franco                                            | 15 d'agost de 1916 - 5 de juny de 1919                                               | mor exercint el càrrec |
| Dr José P. Montero                                          | 7 de juny de 1919 - 15 d'agost de 1920                                               | |
| Dr Manuel Gondra                                            | 15 d'agost de 1920 - 31 d'octubre de 1921                                            | forçat a renunciar al càrrec |
| Dr Félix Paiva                                              | 31 d'octubre de 1921 - 3 de novembre de 1921                                         | |
| Dr Eusebio Ayala                                            | cop d'estat el 3 de novembre de 1921 - 1 d'abril de 1923                             | dimiteix |
| Dr Eligio Ayala                                             | 1 d'abril de 1923 - 12 d'abril de 1924                                               | provisional |
| Dr Luis Riart                                               | 12 d'abril de 1924 - 15 d'agost de 1924                                              | provisional |
| Dr Eligio Ayala                                             | 15 d'agost de 1924 - 15 d'agost de 1928                                              | |
| Dr José Patricio Gugguiari                                  | 15 d'agost de 1928 - 26 d'octubre de 1931                                            | |
| Emiliano González Navero                                    | 26 d'octubre de 1931 - 28 de gener de 1932                                           | |
| Dr José Patricio Gugguiari                                  | 28 de gener de 1932 - 15 d'agost de 1932                                             | |
| Dr Eusebio Ayala                                            | 15 d'agost de 1932 - 17 de febrer de 1936                                            | destituït |
| Coronel Rafael Franco                                       | cop d'estat el 18 de febrer de 1936 - 13 d'agost de 1937                             | |
| Dr Félix Paiva                                              | cop d'estat el 15 d'agost de 1937 - 15 d'agost de 1939                               | |
| General José Félix Estigarribia                             | 15 d'agost de 1939 - 7 de setembre de 1940                                           | mor en un accident d'aviació |
| General Higinio Morínigo                                    | 7 de setembre de 1940 - 3 de juny de 1948                                            | assolí poders absoluts i governà per decret a partir del 7 de desembre de 1940. Dimití i s'exilià a l'Argentina després d'un cop d'estat |
| General Dr Juan Manuel Frutos                               | 3 de juny de 1948 - 15 d'agost de 1948                                               | provisional |
| Dr Juan Natalico González                                   | 15 d'agost de 1948 - 30 de desembre de 1948                                          | desposseït del càrrec després d'un cop d'estat |
| General Raimundo Rolón                                      | 30 de gener de 1949 - 27 de febrer de 1949                                           | |
| Dr Felipe Molas López                                       | 27 de febrer de 1949 - 10 de setembre de 1949                                        | dimití |
| Dr Federico Chaves                                          | 10 de setembre de 1949 - 5 de maig de 1954                                           | dimití |
| Tomás Romero Pereira                                        | 5 de maig de 1954 - 15 d'agost de 1954                                               | interí |
| General Alfredo Stroessner Matiauda                         | 15 d'agost de 1954 - 3 de febrer de 1989                                             | un dels líders que més temps ha estat en el càrrec de la històrica de Sud-amèrica |
| General Andrés Rodríguez                                    | cop d'estat el 3 de febrer de 1989 - 15 d'agost de 1993                              | |
| Juan Carlos Wasmosy Monti                                   | 15 d'agost de 1993 - 15 d'agost de 1998                                              | primer president elegit democràticament des de la independència del país el 1811 |
| Raúl Cubas Grau                                             | 15 d'agost de 1998 - 29 de març de 1999                                              | dimití després de veure's implicat en l'assassinat del seu vicepresident |
| Luis Ángel González Macchi                                  | 30 de març de 1999 - 15 d'agost de 2003                                              | |
| Nicanor Duarte Frutos                                       | 15 d'agost de 2003 – 15 d'agost de 2008                                              | |
| Fernando Lugo                                               | 15 d'agost de 2008 – 22 de juny de 2012                                              | bisbe catòlic dispensat per dedicar-se a la política. Del Partit Demòcrata Cristià, va acabar amb el continuisme de 60 anys ininterromputs de presidents conservadors del Partido Colorado. Sotmès a un judici polític per part del Senat i destituït |
| Federico Franco                                             | 22 de juny de 2012 – 15 d'agost de 2013                                              | vicepresident amb Fernando Lugo i aliat en les eleccions que el van portar a la presidència. Partit Liberal Radical Autèntic, el segon partit polític més gran del país                                                                               |
| Horacio Cartes                                              | 15 d'agost de 2013 – 15 d'agost de 2018                                              | empresari i membre del Partido Colorado |
| Mario Abdo Benítez                                          | 15 d'agost de 2018 – 15 d'agost de 2023                                              | Partido Colorado |
| Santiago Peña                                               | 15 d'agost de 2023 –actualitat                                                       | economista i polític del Partido Colorado |